# Vasárnapi Harangszó
Vasárnapi Harangszó – Kolozsvárt 1934–1944 között a Római Katolikus Nőszövetség kiadásában, előzőleg Harangszó címmel megjelent havilap falusi asszonyok és leányok számára. Szerkesztője előbb Zachariás Flóra, majd Szim Lídia. Az 1940-es években közölt szépirodalmi anyagában Benedek Elek, Móra Ferenc, Pakocs Károly, Reményik Sándor, Sík Sándor, Számadó Ernő, Sz. Weress Jolán, Tamási Áron versei, elbeszélései, P. Benedek Fidél, Erőss Alfréd, Pataki Alexia, Sáfrán Györgyi cikkei, tanulmányai olvashatók.